# Xinzhuang Lisuzu Daizu Xiang
Xinzhuang Lisuzu Daizu Xiang (kinesiska: 新庄, 新庄傈僳族傣族乡) är en socken i Kina. Den ligger i provinsen Yunnan, i den sydvästra delen av landet, omkring 230 kilometer nordväst om provinshuvudstaden Kunming. Antalet invånare är 16 064. Befolkningen består av 7 577 kvinnor och 8 487 män. Barn under 15 år utgör 15,0 %, vuxna 15-64 år 75 %, och äldre över 65 år 8,0 %.
Genomsnittlig årsnederbörd är 1 136 millimeter. Den regnigaste månaden är juli, med i genomsnitt 345 mm nederbörd, och den torraste är mars, med 1 mm nederbörd.